# Фураев, Виктор Константинович
Ви́ктор Константи́нович Фура́ев  (31 августа 1921 — 22 июля 1999) — советский и российский историк, специалист в области всеобщей истории. Доктор исторических наук (1972), профессор (1974), почетный профессор РГПУ, член-корреспондент АПН СССР (1982) и РАО (1993). Создатель научной школы в области американистики.

## Биография
Во время Великой Отечественной войны воевал с 1941 года на Западном, с 1944 года — на 3-м Украинском фронте в составе танкового (зам. начальника штаба батальона), а затем гвардейского мотоциклетного (командир роты) полков.
В 1951 году окончил исторический факультет ЛГУ. Во время учёбы «ждановский стипендиат», после окончания университета остался преподавать на историческом факультете.
В 1954 году защитил кандидатскую диссертацию "Политическая борьба в США по вопросу о советско-американских отношениях в 1929—1933 гг. ", а в 1972 году — докторскую диссертацию «Отношения между Советским государством и Соединенными Штатами Америки в 1917—1933 гг.» (в двух томах). Начиная с 1973 года преподавал в ЛГПИ (позднее — РГПУ), занимал должность заведующего кафедрой всеобщей истории, с 1996 г. по 1999 год — в должности профессора. Как отмечают: «Во многом благодаря его усилиям кафедра заняла ведущее место среди подобных кафедр советских педвузов».
С 26 марта 1982 года — член-корреспондент Академии педагогических наук СССР (позднее — Российская академия образования) по отделению Общего среднего образования. Автор более 290 научных работ и ряда учебников новейшей истории.
Создал собственную школу в области изучения внешней политики США.

## Труды
Основной источник
- Ленин и международное рабочее движение / О-во по распространению полит. и науч. знаний РСФСР. Ленингр. отд-ние. — Ленинград : Б. и., 1960.
- Сто лет спустя : (Негритянский народ США борется за свои гражд. права) / О-во «Знание» РСФСР. Ленингр. организация. — Ленинград : Б. и., 1965.
- Соединённые Штаты Америки сегодня. — Москва : Знание, 1965.
- Соединённые Штаты Америки накануне президентских выборов 1956 г.
- Советско-американские отношения, 1917—1939. М., 1964.
- Новейшая история (1917—1939 гг.): Учеб. пособие для девятого класса сред. школы. М., 1970.
- Советская историография об отношениях между СССР и США // Американский ежегодник. 1972. М., 1972. С. 156—178.
- Soviet American scientific and cultural relations (1924—1933) // Soviet Studies in History. Vol. XIV. № 3 (1976).
- Советско-американские торговые и экономические связи в начале 30-х. г. // Внешняя политика США в первой половине XX века / Отв. ред. В. К. Фураев. СПб., 1996.

## Награды
- Участник Великой Отечественной войны.
- «За победу над Германией».
- орден «Знак Почета».
- орден Отечественной войны 2 степени; 10 медалями.